# Phacelia tetramera
Phacelia tetramera är en strävbladig växtart som beskrevs av Howell. Phacelia tetramera ingår i Faceliasläktet som ingår i familjen strävbladiga växter. Inga underarter finns listade i Catalogue of Life.